# Taeniotes peruanus
Taeniotes peruanus är en skalbaggsart som beskrevs av Stefan von Breuning 1971. Taeniotes peruanus ingår i släktet Taeniotes och familjen långhorningar. Inga underarter finns listade i Catalogue of Life.